# Igoiu
Igoiu – wieś w Rumunii, w okręgu Vâlcea, w gminie Alunu. W 2011 roku liczyła 948 mieszkańców.